# Aryeh Dvoretzky
Aryeh Dvoretzky (hebreu: אריה דבורצקי)  (Khorol, 3 de maig de 1916 - Jerusalem, 8 de maig de 2008) va ser un matemàtic israelià d'origen rus.

## Vida i Obra
Nascut a la vila de Khorl (Província de Poltava, avui Ucraïna), els seus pares, que eren jueus, van emigrar a Palestina el 1922, instal·lant-se a la ciutat de Haifa, on el jove va estudiar a l'Escola Hebrea Reali, una de les primeres escoles que impartien les classes en hebreu. A partir de 1933 va estudiar matemàtiques a la universitat Hebrea de Jerusalem en la qual es va graduar el 1937 i doctorar el 1941, essent deixeble de Michael Fekete i d'Abraham Fraenkel. El 1941 va començar a treballar a la universitat Hebrea de Jerusalem, esdevenint el primer alumne d'aquesta universitat en convertir-se en professor titular de la mateixa. Va estar molt involucrat en el seu desenvolupament, arribant a ser-ne degà de ciències i vicepresident. També va ser professor visitant de diverses universitats americanes.
A més de les seves tasques docents i administratives a la universitat, a partir de 1960 va ser el cap científic del projecte Rafael, el laboratori de recerca militar del Ministeri de Defensa d'Israel, i va actuar com assessor del govern israelià, sobre tot, del primer ministre Leví Eixkol. El 1975 va fundar l'Institut d'Estudis Avançats de la universitat hebrea.
Els seus camps de recerca van ser l'anàlisi funcional, en el qual va formular un teorema que porta el seu nom, i la teoria de la probabilitat.